# 국제 드래곤보트 연맹
국제 드래곤보트 연맹(International Dragon Boat Federation, IDBF)은 드래곤보트 종목을 총괄하는 국제 스포츠 행정 기구이다.

## 회원국
| 국가              | 협회                              | 코드 | 대륙       | 설립   | 가맹   | 비고 |
| ----------------- | --------------------------------- | ---- | ---------- | ------ | ------ | ---- |
| 가나              | 가나 래프팅 드래곤보트 협회       | GHA  | 아프리카   |        |        |      |
| 괌                | 괌 드래곤보트 연맹                | GUM  | 오세아니아 |        |        |      |
| 나이지리아        | 나이지리아 드래곤보트 연맹        | NGR  | 아프리카   |        |        |      |
| 남아프리카 공화국 | 남아프리카 드래곤보트 연맹        | RSA  | 아프리카   |        |        |      |
| 네덜란드          | 네덜란드 드래곤보트 연맹          | NED  | 유럽       |        |        |      |
| 네팔              | 네팔 드래곤보트 협회              | NEP  | 아시아     |        |        |      |
| 노르웨이          | 오슬로 드래곤보트 아웃트리거 연맹 | NOR  | 유럽       |        |        |      |
| 뉴질랜드          | 뉴질랜드 드래곤보트 연맹          | NZL  | 오세아니아 |        |        |      |
| 대한민국          | 대한드래곤보트협회                | KOR  | 아시아     | 1999년 | 2000년 |      |
| 독일              | 독일 드래곤보트 협회              | GER  | 유럽       |        |        |      |
| 러시아            |                                   | RUS  | 유럽       |        |        |      |
| 레위니옹          | 레위니옹섬 드래곤보트 연맹        |      | 아프리카   |        |        |      |
| 마카오            | 중국 마카오 드래곤보트 협회       | MAC  | 아시아     |        |        |      |
| 말레이시아        | 피낭 드래곤보트 연맹              | MAS  | 아시아     |        |        |      |
| 미국              | 미국 드래곤보트 연맹              | USA  | 아메리카   |        |        |      |
| 미얀마            | 미얀마 조정 카누 연맹             | MYA  | 아시아     |        |        |      |
| 바레인            | 바레인 조정 센터                  | BRN  | 아시아     |        |        |      |
| 베트남            | 베트남 카누 조정 요트 연맹        | VIE  | 아시아     |        |        |      |
| 불가리아          | 불가리아 드래곤보트 협회          | BUL  | 유럽       |        |        |      |
| 브라질            | 브라질 카누 연맹                  | BRA  | 아메리카   |        |        |      |
| 세르비아          | 세르비아 드래곤보트 연맹          | SRB  | 유럽       |        |        |      |
| 스웨덴            | 스웨덴 드래곤보트 협회            | SWE  | 유럽       |        |        |      |
| 스위스            | 스위스 드래곤보트 연맹            | SUI  | 유럽       |        |        |      |
| 스페인            | 스페인 드래곤보트 협회            | ESP  | 유럽       |        |        |      |
| 슬로바키아        | 슬로바키아 드래곤보트 협회        | SVK  | 유럽       |        |        |      |
| 싱가포르          | 싱가포르 드래곤보트 협회          | SGP  | 아시아     |        |        |      |
| 아랍에미리트      | 아랍에미리트 드래곤보트 협회      | UAE  | 아시아     |        |        |      |
| 아르메니아        | 아르메니아 드래곤보트 패들링 연맹 | ARM  | 유럽       |        |        |      |
| 아르헨티나        | 아르헨티나 드래곤보트 협회        | ARG  | 아메리카   |        |        |      |
| 아일랜드          | 아일랜드 드래곤보트 협회          | IRL  | 유럽       |        |        |      |
| 영국              | 영국 드래곤보트 협회              | GBR  | 유럽       |        |        |      |
| 오스트레일리아    | 오스트레일리아 드래곤보트 연맹    | AUS  | 오세아니아 |        |        |      |
| 오스트리아        | 오스트리아 드래곤보트 연맹        | AUT  | 유럽       |        |        |      |
| 우간다            | 우간다 드래곤보트 연맹            | UGA  | 아프리카   |        |        |      |
| 우크라이나        | 우크라이나 드래곤보트 연맹        | UKR  | 유럽       |        |        |      |
| 이란              | 이란 드래곤보트 협회              | IRI  | 아시아     |        |        |      |
| 이스라엘          | 이스라엘 돌핀보트 드래곤보트 연맹 | ISR  | 유럽       |        |        |      |
| 이집트            | 이집트 드래곤보트 연맹            | EGY  | 아프리카   |        |        |      |
| 이탈리아          | 이탈리아 드래곤보트 연맹          | ITA  | 유럽       |        |        |      |
| 인도              | 인도 드래곤보트 연맹              | IND  | 아시아     |        |        |      |
| 인도네시아        | 인도네시아 조정 카누 협회         | INA  | 아시아     |        |        |      |
| 일본              | 일본 드래곤보트 협회              | JPN  | 아시아     |        |        |      |
| 자메이카          | 자메이카 드래곤보트 협회          | JAM  | 아메리카   |        |        |      |
| 조지아            | 조지아 드래곤보트 연맹            | GEO  | 유럽       |        |        |      |
| 중화 타이베이     | 중화 타이베이 드래곤보트 협회     | TPE  | 아시아     |        |        |      |
| 중화인민공화국    | 중국 드래곤보트 협회              | CHN  | 아시아     |        |        |      |
| 체코              | 체코 드래곤보트 협회              | CZE  | 유럽       |        |        |      |
| 카타르            | 카타르 드래곤보트 연맹            | QAT  | 아시아     |        |        |      |
| 캐나다            | 캐나다 드래곤보트 연맹            | CAN  | 아메리카   |        |        |      |
| 케냐              | 케냐 드래곤보트 연맹              | KEN  | 아프리카   |        |        |      |
| 코트디부아르      | 코트디부아르 드래곤보트 연맹      | CIV  | 아프리카   |        |        |      |
| 키프로스          | 키프로스 드래곤보트 협회          | CYP  | 유럽       |        |        |      |
| 태국              | 태국 조정 카누 협회               | THA  | 아시아     |        |        |      |
| 트리니다드 토바고 | 트리니다드 토바고 드래곤보트 연맹 | TTO  | 아메리카   |        |        |      |
| 파나마            | 파나마 중국 문화 본부             | CYP  | 유럽       |        |        |      |
| 폴란드            | 폴란드 드래곤보트 연맹            | POL  | 유럽       |        |        |      |
| 푸에르토리코      | 푸에르토리코 드래곤보트 연맹      | PUR  | 아메리카   |        |        |      |
| 프랑스            | 프랑스 드래곤보트 연맹            | FRA  | 유럽       |        |        |      |
| 핀란드            | 핀란드 드래곤보트 협회            | FIN  | 유럽       |        |        |      |
| 필리핀            | 필리핀 드래곤보트 연맹            | PHI  | 아시아     |        |        |      |
| 헝가리            | 헝가리 드래곤보트 연맹            | HUN  | 유럽       |        |        |      |
| 홍콩              | 중국 홍콩 드래곤보트 협회         | HKG  | 아시아     |        |        |      |

## 참고 문헌
- “Our Members”. 국제 드래곤보트 연맹. 2022년 2월 27일에 원본 문서에서 보존된 문서. 2022년 2월 27일에 확인함.
- “국제 드래곤보트 연맹”. 국제 협회 연합.
- “국제 드래곤보트 연맹”. 국제 협회 연합.

## 같이 보기
- 드래곤보트